# Walkover
O W.O. ou walkover (em inglês) é a atribuição de uma vitória a uma equipe ou competidor quando a equipe adversária está impossibilitada de competir. Isto pode acontecer devido a não existência de um número mínimo de esportistas necessários para uma partida, desqualificação, não-apresentação de uma equipe na data e hora estabelecidas, entre outros. O termo é aplicável no futebol e em outros esportes, mas pode também ser utilizado em eleições e eventos relacionados, como por exemplo, um debate pré-eleitoral.
No futebol, como exemplo, um W.O. pode ocorrer pela não-apresentação de uma equipe com no máximo 11 jogadores e no mínimo 7, dos quais um tem que ser o goleiro. Se no decorrer da partida jogar com menos do que o mínimo (7 jogadores), seja por jogadores lesionados que não possam ser substituídos ou por expulsões, a equipe também perde por W.O. (perdendo por 3 gols a 0).
Nas competições de enxadrismo o W.O. ocorre quando um dos enxadristas não comparece para disputar a sua partida naquela rodada do certame.
Em corridas de cavalos, quando acontecia de ter apenas um competidor, de acordo com as regras, o cavalo e seu jockey eram obrigados a largar até cruzar a linha de chegada "caminhando" pela pista, ou seja, "walk over the grass".

## Significados
- Walkover = vitória fácil, "caminhar por cima";
- Without opponent = sem adversário:

## W.O. famosos

### Em Copas do Mundo FIFA
| #  | Copa         | Data               | País (que perdeu) | País Favorecido | Fase         | Motivo/Explicação | Ref   |
| -- | ------------ | ------------------ | ----------------- | --------------- | ------------ | --- | ----- |
| 1. | 1938, França | 5 de junho de 1938 | Áustria           | Suécia          | 8as de Final | A Áustria foi anexada pela Alemanha Nazista em 1938 e deixou de ser um país independente. Por isso, seus jogadores foram incorporados pela Seleção Alemã e não pôde se apresentar contra a Suécia. | [ 1 ] |

### Em Olimpíadas

#### Torneio de Futebol
| #  | Edição        | Data                  | Quem Foi Favorecido | Quem Perdeu | Torneio                           | Motivo/Explicação                        | Ref |
| -- | ------------- | --------------------- | ------------------- | ----------- | --------------------------------- | ---------------------------------------- | --- |
| 1. | 1908, Londres | 19 de outubro de 1908 | Países Baixos       | Hungria     | Torneio de Futebol - 4as de Final | Hungria desistiu por motivos financeiros |     |
| 2. | 1908, Londres | 19 de outubro de 1908 | França A            | Boêmia      | Torneio de Futebol - 4as de Final | Boêmia foi desfiliada da FIFA            |     |

#### Outros esportes
- Atletismo - 1908 - o britânico Wyndham Halswelle ganhou a medalha de ouro nos 400m livre após seus dois oponentes, que eram americanos, se recusaram de correr a final dos 400m, após a eliminação por falta de um compatriota.[2]
- Boxe - 2012 - O atleta geórgio Merab Turkadze, foi desclassificado por estar 300 gramas acima do peso permitido. O argelino Mohamed Amine Ouadahi foi o vencedor.[3]

### W.O. duplo
O Campeonato Carioca de Futebol de 1998 foi marcado por diversos Walkovers, inclusive um WO duplo num Fla-Flu, algo que nunca havia acontecido na história.
Um caso raro de W.O. duplo no futebol ocorreu no dia 11 de dezembro de 2016. Nessa data, as equipes da Chapecoense e do Atlético Mineiro deveriam se enfrentar em confronto válido pela última rodada do Campeonato Brasileiro de 2016. Ainda fortemente abalada pelo desastre aéreo que vitimou 71 pessoas, a maioria jogadores e membros da comissão técnica, a equipe de Chapecó decidiu não entrar em campo. Em solidariedade, o Atlético Mineiro optou por não enviar seus jogadores à Arena Condá, onde seria realizada a partida.
Conforme determina o regulamento da CBF, o árbitro da partida anotou na súmula que nenhuma das equipes compareceu ao estádio, e ambas foram declaradas derrotadas pelo placar de 3x0.
Na 4ª divisão do Campeonato Carioca aconteceram vários W.O. duplos, devido a dificuldades de inscrições de jogadores e clubes que foram excluídos após três W.O.